# Sabit Damolla
Sabit Damolla, né en juin 1883 à Artux et mort en 1934 à Ürümqi est un éminent animateur du mouvement d’émancipation du Turkestan oriental. Il prit la tête, à Hotan, d’une insurrection contre l’administration de la province du Xinjiang dirigée par Jin Shuren, puis s’opposa à Khoja Niyaz, chef de la révolte ouïghoure. Nommé, le 12 novembre 1933, chef de gouvernement de la brève « République islamique turque du Turkestan oriental », il demeura le seul à occuper cette fonction jusqu’à l’écrasement définitif de l’État en mai 1934.

## Biographie
Sabit Damolla Abdulbaqi est né en 1883 dans le comté d’Artux, situé dans le vilayet de Kachgar, reçut une formation initiale dans les disciplines religieuses traditionnelles de l’islam. Au cours des années 1920, il fut diplômé de l’Académie de politique et de droit du Xinjiang, sise à Ürümqi — institution fondée en 1924 sous l’autorité du gouverneur Yang Zengxin. Cet établissement, qui devait par la suite prendre le nom d’Université du Xinjiang, dispensait originellement un enseignement multilingue, incluant le russe, le chinois et l’ouïghour. À l’issue de ses études supérieures, Sabit Damolla entreprit un périple au Proche-Orient, au cours duquel il séjourna notamment dans le Royaume du Hedjaz, en Turquie et en Égypte. Il visita également l’Union des républiques socialistes soviétiques, où il poursuivit des études complémentaires, vraisemblablement dans les domaines politiques et religieux. En 1932, il regagna le territoire du Xinjiang en transitant par le Raj britannique, et s’associa à l’émir Muhammad Amin Bughra en vue de fomenter une insurrection dans le district de Hotan. Ayant constaté l’indifférence manifeste des puissances islamiques à l’égard des aspirations indépendantistes ouïghoures, Sabit Damolla s’orienta vers la recherche d’alliances auprès de puissances exogènes, plus enclines à soutenir une telle entreprise. Sous l’administration de Yang Zengxin, son imprimerie sise à Artux fut contrainte de cesser toute activité, ce qui témoigne de la surveillance exercée par les autorités sur les moyens de diffusion intellectuelle. Il convient de signaler que Sabit Damolla s’inscrivait dans le courant du jadidisme. 

### Rébellion de Kumul
Entre le 12 novembre 1933 et le 6 avril 1934, il fut nommé chef du gouvernement de la fugace République islamique turque du Turkestan Oriental (TIRET), sise à Kachgar. Sabit Damulla fut également l’instigateur de la formation d’un exécutif autonome à Hotan, le 16 mars 1933, qu’il proclama conjointement avec l’émir Muhammad Amin Bughra. Par la suite, cette autorité gouvernementale étendit son emprise sur Kachgar et Aksou au moyen de « l’Association pour l’indépendance du Turkestan oriental », et contribua à l’édification d’une république au sein de la vieille ville de Kachgar, le 12 novembre 1933. Khoja Niyaz, meneur de la sédition de Kumul en 1931, fut convié par Sabit Damulla à Kachgar afin d’y exercer la présidence de la république autoproclamée.

### Mort

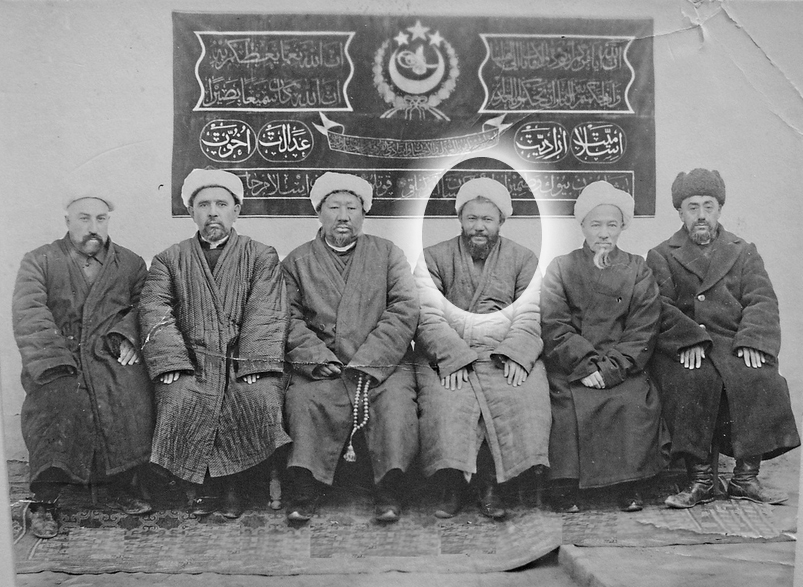
Le Premier ministre Sabit Damolla (dans le cercle).

Des sources contemporaines attestent qu'Abdulbaki fut appréhendé par Khoja Niyaz aux environs d'Aksou vers la fin du mois d'avril 1934, puis remis au gouverneur Sheng Shicai. Il paraît qu’il fut soumis à la peine capitale par pendaison en juillet de la même année à Aksou. Antérieurement, au début d’avril 1934, alors qu’il se trouvait en son village natal d’Artux, Sabit Damulla récusa plusieurs propositions pressantes de Ma Zhongying, lesquelles visaient à le voir retourner à Kachgar et conclure une alliance militaire en vue de conjurer la progression d’ennemis partagés : le gouverneur Sheng Shicai, appuyé par les Soviétiques, ainsi que Khoja Niyaz. Des témoignages postérieurs rapportent qu’il fut détenu par Sheng à Urumqi, où il troqua ses savoirs en traduction contre une amélioration des conditions de sa détention. Des compatriotes musulmans chinois, notamment l’officier du Kuomintang Liu Bin-Di, lui procurèrent le Coran ainsi que d’autres ouvrages islamiques rédigés en arabe et en chinois, qu’il s’attacha à transcrire en ouïghour. Il est à noter que l’implantation de l’islam en Chine remonte à l’an 650, conséquence de la remise d’un Coran par le calife Othmân ibn Affân à l’empereur Tang Gaozong, via l’émissaire Sa’d ibn Abi Waqqas, l’un des premiers compagnons de Mahomet. Liu, dépêché depuis Urumqi afin d’apaiser la contrée de Hi (Ili) en 1944, arriva cependant trop tard. L’achèvement de ce travail de traduction demeure incertain, Liu Bin-Di ayant été abattu par des insurgés à Ghulja en novembre 1944, lors d’une révolte ayant conduit à la proclamation de la Seconde République du Turkestan Oriental le 12 novembre 1944.